# Клад (мультфильм)
«Клад» — советский мультипликационный фильм, снятый в 1985 году на творческом объединении «Экран» режиссёром Юрием Бутыриным по сценарию Александра Костинского. Тигрёнок и его друзья — Обезьянка и Крот — в поисках клада обнаружили главное богатство пустыни — воду.

## Сюжет
На острове жара и засуха. К измученному жарой Тигрёнку прибегает Обезьянка, показывает ему карту, найденную в журнале «Весёлые картинки» и уговаривает отправиться на поиски клада. Их подслушивает Дюдюка Барбидокская — злая волшебница, знакомая зрителю по предыдущему мультфильму — и решает проследить за ними.
На пути кладоискателей встречается Крот, который копает землю в поисках воды. Воодушевившись его искусством земляных работ, Обезьянка уговаривает и его идти с ними.
Дюдюка, которой очень интересно, куда идёт троица, что они ищут и что за план у них в руках, скрытно следует за кладоискателями по пятам. Когда путешественники, обрадовавшись появившемуся на пути оазису с источником, бросают всё, спеша к воде, Дюдюка похищает карту. Но оазис оказывается миражом, и за злой волшебницей начинается погоня. Схватить злодейку так и не удаётся, зато друзья случайно прибегают именно в то место, что обозначено на карте.
Крот начинает копать и натыкается на подземный источник, который поливает водой всё вокруг, возвращая к жизни флору и фауну; и никакая Дюдюка не может этот фонтан ни заткнуть, ни закопать. Дюдюка прячется под зонтом, но это её не спасает: вода превращает злодейку в гроздь поганок.

## Создатели
| Автор сценария             | Александр Костинский                                                         |
| Режиссёр                   | Юрий Бутырин                                                                 |
| Художник-постановщик       | Александр Елизаров                                                           |
| Оператор                   | Эрнст Гаман                                                                  |
| Композитор                 | Игорь Егиков                                                                 |
| Звукооператор              | Нелли Кудрина                                                                |
| Текст песни                | Ю. Кушак                                                                     |
| Роли озвучивали:           | - Зинаида Нарышкина - Зоя Пыльнова - Ирина Воронцова - Юрий Медведев         |
| Художники-мультипликаторы: | - Игорь Самохин - Светлана Сичкарь - Вадим Меджибовский - Андрей Колков      |
| Художники:                 | - Г. Черникова - Игорь Медник - Л. Денисова - Жанна Корякина - В. Самотейкин |
| Монтажёр                   | Галина Дробинина                                                             |
| Редактор                   | Т. Бородина                                                                  |
| Директор                   | Л. Варенцова                                                                 |

## История создания
Интервью с режиссёром:

— А какой голос Зинаида Нарышкина подарила Дюдюке — самой колоритной злодейкой советской мультипликации. Интересно, это был чей-то прообраз?
— Сначала мы хотели назвать её Бабайкой. Но тут я вспомнил, что в детстве мама частенько запугивала меня Дюдюкой: «Если спать не будешь, то придёт Дюдюка и заберёт тебя». Так она и «утвердилась». А уже её образ создал наш художник Саша Елизаров.

Но Дюдюка не сразу «прилетела к нам из заморских краёв». Мультфильм «По дороге с облаками» сделан по сценарию Александра Костинского. Все его персонажи были добрыми и порядочными героями. И мы решили «разбавить краски» — так эта злодейка и появилась в этом мультике. Потом вместе с Сашей мы написали «Клад» и «Подарок для слона». В последнем, кстати, Дюдюка тоже мастерски строила козни главным героям.— 

### Комментарии
1. ↑  Имя и отчество уточнены по статье Георгия Бородина и антикварным аукционным сайтам[3][4][5].
2. ↑  Имя уточнено по интервью в газете[6].
3. ↑  Имя и отчество уточнены по статье Георгия Бородина и некрологу на сайте Охотники.ру[3][7].